# Carl von Scapinelli
Pour les articles homonymes, voir Scapinelli.
Le comte Carl Scapinelli von Leguigno, né le 17 avril 1876 à Vienne et mort le 11 novembre 1959 à Munich, est un journaliste, auteur et dramaturge austro-allemand.

## Biographie
Scapinelli fait une carrière d'officier dans l'armée austro-hongroise, puis s'installe en 1900 à Munich afin de se lancer dans la littérature. Carl von Scapinelli appartient au cercle des Onze Bourreaux et collabore à Simplicissimus et à Jugend. Pendant la Première Guerre mondiale, il est journaliste aux Münchner Neueste Nachrichten auprès du régiment des k.u.k. Kaiserjäger sur le front autrichien, où il est sérieusement blessé.
Ensuite il est dramaturge à la Münchener LichtspielKunst GmbH (Bavaria Film). Dans ses romans et ses nouvelles, il écrit sur le thème du Tyrol, sur la vie à Vienne et en Autriche. Carl von Scapinelli repose au cimetière de Pasing.

## Hommage
Une rue a été baptisée de son nom à Pasing (secteur de Munich).

## Quelques publications
- Die vom Otterbräu, roman, 1900, 2 éd. 1914
- Bezirkshauptmann von Lerchberg, roman, 1903
- Phäaken, roman, 1907
- Prater, roman, 1909
- Ballast, roman, 1910
- Gipfelstürmer, roman, 1910
- Der Vagant, roman, 1910
- Hundert Jahre Münchener Oktoberfest, 1910
- Heimatgift, roman, 1913
- Der Herzog von Sorsona, roman, 1913
- Von der Adria bis zum Ortler, récits à propos du front italo-autrichien, 1916
- Künstlerspesen und andere Novellen, 1916
- München als Kunststadt, 1922